# Easycore
El easycore es un subgénero del pop punk que mezcla este con el metalcore. El estilo toma su nombre de la gira llamada "Easycore Tour" que compartieron en el 2008 las bandas New Found Glory, Four Year Strong y A Day to Remember. El álbum homónimo de New Found Glory es considerado el primer disco del género, aunque la canción de Sum 41 "Fat Lip" es citada como la primera canción del estilo en alcanzar el mainstream. Sus características principales son los breakdowns, la mezcla de gritos con voces melódicas, progresiones en modo mayor, y en algunas ocasiones, sintetizadores. Para el 2007, el easycore prácticamente dominaba la escena pop punk, gracias a discos como Mutiny!, de Set Your Goals y a Rise or Die Trying, de Four Year Strong, suponiendo la anteriormente mencionada gira de 2008, la consolidación definitiva del género.

## Bandas notables de Easycore
- Four Year Strong
- New Found Glory
- Act As One
- Veara
- Bangarang!
- All or Nothing
- Set Your Goals
- A Day To Remember
- Chunk! No, Captain Chunk!
- The Wonder Years (2005-2008)
- Me vs Hero
- For The Win